# نيكي ماينارد
نيكي ماينارد (بالإنجليزية: Nicky Maynard)‏ (11 ديسمبر 1986 في المملكة المتحدة - ) هو لاعب كرة قدم بريطاني في مركز الهجوم. لعب مع كارديف سيتي وميلتون كينز دونز ونادي أرسنال ونادي بريستول سيتي ووست هام يونايتد وويغان أتلتيك ونادي ويتون ألبيون ونادي كرو ألكساندرا.

## وصلات خارجية
- نيكي ماينارد على موقع قاعدة بيانات كرة القدم.إي يو (الإنجليزية)
- نيكي ماينارد على موقع Soccerbase.com (لاعب) (الإنجليزية)
- نيكي ماينارد على موقع Soccerway.com (الإنجليزية)
- نيكي ماينارد على موقع عالم كرة القدم.نت (الإنجليزية)
- نيكي ماينارد على موقع AS.com (الإسبانية)